# Diva Millapan
Diva Millapan est une militante mapuche chilienne engagée de la défense de l’égalité des droits des peuples autochtones et de la femme.

## Biographie
Elle a commencé à être militante à l'âge de 19 ans, au plus fort de la dictature de Pinochet, en travaillant dans les centres culturels mapuche, devenus plus tard Ad-mapu. Engagée également dans des luttes contre les violences institutionnelles et les discriminations systémiques qui sont pratiquées à l’encontre des Mapuches dans une perspective féministe intersectionnelle. Elle s’oppose à la discrimination dont sont victimes les peuples autochtones et défend leurs droits culturels et politiques, en particulier dans l’art et l’éducation.
Elle est coordinatrice du réseau des femmes mapuches au Chili (Red de Mujeres Mapuche) une organisation qui vise à promouvoir l'inclusion des femmes autochtones dans l'agenda politique chilien. Et travaille actuellement au Ministère de la Femme et de l'Égalité des genres du Chili.
Diva Millapan a grandement été influencée par son père, Nolasco Millapan, quant à son éveil politique. Un jour, elle interrogea son père sur ce qu’était un coup d’État (à propos du coup d'État 1973 au Chili), il a répondu :« C’est un recul de 60 ans dans tous les droits acquis pour les travailleurs et les pauvres ». Ces phrases ont laissé une empreinte dans l’esprit de diva et dans son militantisme ayant pour fondement les idéaux de la justice sociale et de la résistance culturelle mapuche.
Lors de son émigration à Santiago en 1988, elle s’est immergée dans le "mapurbe", terme désignant les Mapuches vivant dans la ville. Elle a également travaillé comme interprète et militante dans le contexte urbain, contribuant à la construction d’un pont entre les traditions rurales et les réalités modernes.

## Contributions culturelles et féministes
Diva Millapan relie l'engagement politique aux pratiques culturelles, en particulier au théâtre, qu’elle utilise comme outil pour promouvoir la richesse des traditions mapuches. Elle a poursuivi un master en études de genre et de culture, et fait une thèse sur la participation politique des femmes autochtones et aux défis spécifiques qu'elles rencontrent. Elle participe également aux mouvements féministes, comme les manifestations du 8 mars, où elle intègre les agendas féministes aux luttes des peuples autochtones.
Diva Millapan s’inscrit dans une démarche écoféministe qui explore les liens entre domination de la nature et oppressions de genre, bien qu'elle ne se considère pas comme une militante de ce mouvement. Les luttes des peuples autochtones, en particulier celles de Diva, illustrent l'importance des luttes pour les écosystèmes, terre ancestrale autochtone et des droits sociaux.

## Politique et critique sociale

### Luttes politiques
Diva critique ouvertement les politiques de répression étatique ciblant les Mapuches. Elle dénonce notamment les violences policières, la criminalisation de ses communautés et les préjugés véhiculés par les médias.
Mais Diva Millapan ne se contentent pas de dénoncer l'oppression, mais développent également des stratégies culturelles et politiques qui intègrent leurs identités indigènes et féminines. Dans une interview récente, Diva revient sur la lutte politique dans le contexte des discriminations subies : « La dictature n'a pas disparu pour nous, et nous sommes également clairs sur le fait que la violence contre les femmes au sein de notre peuple est un problème qui recoupe la violence institutionnelle et notre travail consiste à travailler avec des alliances avec des femmes de groupes féministes, ce que les hommes Mapuche n'aiment pas. »

### Critique sociale
Elle met aussi en lumière les impacts environnementaux et sociaux de l’extraction des ressources naturelles sur les terres autochtones. Pour cela, elle critique le manque de consultation des communautés locales et autochtones dans les décisions touchant leurs territoires ancestraux.
Ces actions mettent en lumière une intersectionnalité avec laquelle les enjeux environnementaux, sociaux et féminins se croisent pour proposer des solutions inclusives et durables. En articulant les luttes écologiques, sociales et féministes, Diva met en lumière la manière dont les multiples oppressions s’entrecroisent.

## Reconnaissance internationale
En 2021, Diva Millapan a été mise à l'honneur par la "Galería Mulleres" de Muxía, un projet qui valorise des femmes militantes et artistes du monde entier. Cette distinction souligne son influence dans les mouvements sociaux internationaux et son rôle en tant que porte-voix des femmes autochtones et féministes.